# Stratiomys hirsutissima
Stratiomys hirsutissima är en tvåvingeart som beskrevs av James 1932. Stratiomys hirsutissima ingår i släktet Stratiomys och familjen vapenflugor. Inga underarter finns listade i Catalogue of Life.